# Stemma di Ferdinando III del Regno di Sicilia
Studio araldico dello stemma del Regno di Sicilia, adottato da Ferdinando III Re di Sicilia dal 1759 al 1816. Per approfondire si veda anche punto dell'arme.
|  | Leggenda: Scudo 1. Farnese 2. León 3. Castiglia 4. Portogallo 5. Asburgo 6. Angiò antico 7. Borgogna antica 8. Aragona e Svevia (Sicilia) 9. Borgogna moderna 10. Regno di Gerusalemme 11. Medici 12. Borbone-Angiò moderno Collari A. Ordine del Toson d'oro B. Ordine dello Spirito Santo C. Sacro Militare Ordine Costantiniano di San Giorgio D. Real Ordine di San Gennaro E. Reale ordine di San Ferdinando e del merito |

## Fonte
- Le origini dello stemma delle Due Sicilie - Ferdinando IV, poi I, sul sito della casa reale dei Borbone delle Due Sicilie.